# Björklinge
Björklinge is een plaats in de gemeente Uppsala in het landschap Uppland en de provincie Uppsala län in Zweden. De plaats heeft 3186 inwoners (2005) en een oppervlakte van 273 hectare.